# Mastophora fasciata
Mastophora fasciata är en spindelart som beskrevs av Eduard Reimoser 1939. Mastophora fasciata ingår i släktet Mastophora och familjen hjulspindlar. Inga underarter finns listade i Catalogue of Life.